# 北島検校
北島 検校（きたじま けんぎょう、1630年（寛永7年）頃 - 1690年10月5日（元禄3年9月4日））は、江戸時代前期の箏曲作曲家である。諱は城春。北嶋とも表記される。

## 経歴・人物
京都の生まれ。幼年期より盲目となり、八橋検校から箏曲を学ぶ。これにより、1645年（正保2年）に今井検校から検校に認定される。
その後、当時播磨の姫路藩主で大名でもあった松平直矩に北島が作曲した三味線の組歌を演奏した事がきっかけで後に弟子となる生田検校に箏曲を学ばせた。これが生田流が創始される出来事である。また、死去する一年前の1689年（元禄2年）には当時最高位であった第34代職検校となり、一躍有名となった。
死後も北島が創始した筝曲の技法は後の検校の基盤となり、多くの筝曲家に影響を与えた。

## 主な弟子
- 生田検校
- 牧野検校

## 主な作品

### 代表的な筝曲
- 『明石』
- 『末の松』
- 『空蝉』
- 『六段の調』- 編曲（一説に作曲）。

### その他の筝曲
- 『羽衣』
- 『若葉』- 一説に弟子の牧野作曲。
- 『思川』- 一説に弟子の生田作曲。